# Islândia nos Jogos Olímpicos de Inverno de 1998

A Islândia competiu nos Jogos Olímpicos de Inverno de 1998 em Nagano, Japão.